# Earl Wild
Earl Wild (Pittsburgh (Pennsylvania), 26 november 1915 - Palm Springs, 23 januari 2010) was een Amerikaans pianist, die voornamelijk bekend werd vanwege zijn transcripties van Europese klassieke muziek en jazz. Hij wordt als een virtuoos gezien, van het kaliber van Horowitz.
Wild was al vroegrijp. Hij studeerde bij onder anderen Selmar Janson, Simon Barere en Egon Petri. Als tiener begon hij transcripties van romantische muziek en composities te vervaardigen.
Wild was de eerste pianist die een recital deed voor de Amerikaanse televisie (in 1939, als stafpianist voor NBC), en ook de eerste pianist waarvan een optreden via internet werd gestreamd (in 1997).
In 1942 nodigde Arturo Toscanini hem uit om als eerste te soleren in George Gershwins Rhapsody in Blue in de versie voor orkest en solist. Gedurende de Tweede Wereldoorlog zat Wild in dienst bij het Amerikaanse leger als muzikant en na de oorlog werd hij stafpianist, dirigent en componist bij de nieuw opgerichte American Broadcasting Company (ABC), waar hij tot 1968 werkte. Wild verzorgde wereldwijd masterclasses (in Seoel, Peking, Tokio, de VS en andere plaatsen).
Wild, die openlijk zijn homoseksuele geaardheid toonde woonde in Columbus, Ohio met zijn partner Michael Rolland Davis. Wild overleed op 23 januari 2010 aan de gevolgen van hartfalen.

## Composities
- Gershwin/Wild: Fantasy on Porgy and Bess
- Gershwin/Wild: Improvisation in the form of a Theme and three Variations On Someone To Watch Over Me
- Gershwin/Wild: 7 Virtuoso Etudes:
  - I Got Rhythm
  - Oh, Lady Be Good
  - Liza
  - Embraceable You
  - Somebody Loves Me
  - Fascinating Rhythm
  - The Man I Love
- Transcripties van Rachmaninov-liederen:
  - In the Silent Night (V moltschan'i), op 4/3
  - O, Cease thy Singing (Ne poj, krasavica), op 4/4
  - The little Island (Ostrovok), op 14/2
  - Midsummer Nights (Eti letnije notschi), op 14/5
  - Do not grieve (O, ne grusti), op 14/8
  - Floods of Spring (Wesennije wodi), op 14/11
  - Where Beauty Dwells (Zdes' horošo), op 21/7
  - On the Death of a Linnet, op 21/8
  - Sorrow in Springtime (Kak mne bol'no), op 21/12
  - To The Children (K detjam), op 26/7
  - The Muse (Muza), op 34/1
  - Vocalise, op 34/14
  - Dreams (Son), op 38/5
- Variations on a Theme of Stephen Foster voor piano en orkest (Doo-Dah-Variations)
- Pianosonate Sonata 2000